# Кеннер, Фридрих фон
Фридрих фон Кеннер (нем. Friedrich von Kenner, 15 июля 1834, Линц — 18 ноября 1922, Вена) — австрийский археолог и нумизмат.

## Биография
Окончил Венский университет, получив в 1858 году степень доктора философии. С 1854 года работал в Венском мюнцкабинете, а в 1883—1899 годах был его директором.
Главным образом занимался римской монетной системой, в том числе находками, найденными на территории Австро-Венгрии.

## Избранная библиография
- Die Anfänge des Geldes im Altertum. — Wien, 1863;
- Joseph Ritter von Arnet. Eine biographische Skizze. — Wien, 1864;
- Die Sammlungen des k. k. Münz- und Antiken-Cabinetes / Mitautor E. v. Sacken. — Wien, 1866;
- Die Münzsammlung des Stiftes St. Florian in Ober — Osterreich in einer Auswahl ihrer wichtigsten Stücke… — Wien, 1871;
- Das Münzwesen und die Medailleure unter der Regierung des Kaisers Franz Joseph I. 1848—1888 / Mitautor C v. Ernst. — Wren, 1888.